# Harry Chamberlin
Harry Dwight Chamberlin (Elgin, 19 de mayo de 1887-Monterrey, 29 de septiembre de 1944) fue un oficial de caballería y jinete estadounidense que compitió en las modalidades de salto ecuestre y concurso completo.
Participó en tres Juegos Olímpicos de Verano entre los años 1920 y 1932, obteniendo dos medallas en Los Ángeles 1932, oro en concurso completo por equipo y plata en salto individual.
Fue oficial de caballería pero, al igual que muchos militares estadounidenses de esta fuerza de combate, combatió en la Primera Guerra Mundial como soldado de infantería. En la Segunda Guerra Mundial comandó un regimiento de caballería y posteriormente cuando ascendió a general de brigada estuvo a cargo de una brigada de caballería. En 1990 fue incluido en el Salón de la Fama de la equitación estadounidense.

## Palmarés internacional
| Juegos Olímpicos | Juegos Olímpicos             | Juegos Olímpicos | Juegos Olímpicos |
| Año              | Lugar                        | Medalla          | Categoría        |
| ---------------- | ---------------------------- | ---------------- | ---------------- |
| 1932             | Los Ángeles (Estados Unidos) | Medalla de oro   | Por equipos      |

| Juegos Olímpicos | Juegos Olímpicos             | Juegos Olímpicos | Juegos Olímpicos |
| Año              | Lugar                        | Medalla          | Categoría        |
| ---------------- | ---------------------------- | ---------------- | ---------------- |
| 1932             | Los Ángeles (Estados Unidos) | Medalla de plata | Individual       |